# Glenn Sharpe
Glenn Sharpe (Miami, Flórida, 27 de fevereiro de 1984) é um jogador profissional de futebol americano estadunidense que foi campeão da temporada de 2009 da National Football League jogando pelo New Orleans Saints.